# بيلي كيني
بيلي كيني (بالإنجليزية: Billy Kenny)‏ (19 سبتمبر 1973 بليفربول في المملكة المتحدة - ) هو لاعب كرة قدم بريطاني في مركز الوسط. شارك مع منتخب إنجلترا تحت 21 سنة لكرة القدم. أما مع النوادي، فقد لعب مع أولدهام أثلتيك ونادي إيفرتون ونادي بارو.

## وصلات خارجية
- بيلي كيني على موقع قاعدة بيانات كرة القدم.إي يو (الإنجليزية)
- بيلي كيني على موقع عالم كرة القدم.نت (الإنجليزية)